# Cornelia Orestila
Cornelia Orestila  fue la segunda esposa del emperador romano Calígula, con el que se casó en el año 38.

## Familia y nombre
Orestila fue quizá hija de Publio Cornelio Léntulo Escipión y de una mujer descendiente de los Aurelios Orestinos. Estaba emparentada con Publio Cornelio Escipión Orestino, conocido por una inscripción de Telesia.
El nomen «Livia» con el que se la llama en ocasiones es un error de Suetonio.

## Vida
Aunque estaba casada con Cayo Calpurnio Pisón, es probable que el emperador obligara a su marido a anular el matrimonio a fin de poder casarse con ella. Según Casio Dion y Suetonio, esto ocurrió durante las celebraciones de boda. El primero afirma que el emperador emitió una proclama al día siguiente anunciando a la plebe que, al igual que Rómulo y Augusto, había arrebatado la esposa a un hombre casado. Días después de contraer matrimonio se divorció de ella y dos años más tarde la condenaría al exilio al sospechar que había vuelto con Pisón.